# Bürmoos
Bürmoos ist eine Gemeinde im Norden des österreichischen Bundeslandes Salzburg mit 5009 Einwohnern (Stand 1. Jänner 2024).

## Geografie
Die Gemeinde Bürmoos liegt rund 25 km nördlich der Landeshauptstadt Salzburg im Nordwesten des Bezirkes Salzburg-Umgebung (Flachgau) auf einer Seehöhe von 436 Metern und umfasst 7 km². Der Ort grenzt im Süden, Westen und Norden an die Gemeinde Sankt Georgen bei Salzburg und im Osten an Lamprechtshausen. Bürmoos gehört zum Gerichtsbezirk Seekirchen am Wallersee.
Die Ortschaft wurde auf einem ehemaligen Moorgebiet erbaut, das Gelände ist durchwegs flach und zum Teil noch von Moorwald und renaturierten Moorflächen geprägt.
Der besiedelte Teil der Gemeindefläche von Bürmoos ist fast zur Gänze von Waldungen umgeben. Es gibt lediglich einen kleinen Abfluss des Bürmooser Sees und im westlichen Teil der Gemeinde mit dem Rothbach ein 3,2 km langes Gewässer, die beide in den kleinen Pladenbach münden. Dieser bildet im Osten und Süden von Bürmoos die Gemeindegrenze zum benachbarten Lamprechtshausen und fließt wenige Kilometer flussabwärts im Gemeindegebiet von Sankt Georgen in die Moosach, welche selbst kurz darauf in die Salzach mündet.

### Gemeindegliederung
Die Gemeinde Bürmoos umfasst die – im verwaltungstechnischen Sinne – einzige Ortschaft gleichen Namens und die Gemeindefläche ist identisch mit der ebenfalls einzigen und gleichnamigen Katastralgemeinde. Diese entstand 1968 und wurde aus den angrenzenden Katastralgemeinden Arnsdorf, Lamprechtshausen, Holzhausen und St. Georgen herausgelöst. Sie unterteilt sich in neun Gemeindeteile, die im Flächenwidmungsplan Riede genannt werden:
- Alm

- Bürmoos-Ort
- Kellerwald
- Laubschachen

- Moorfeld
- Pladenfeld
- Ringofen
- Stierling
- Zehmemoos

Das im Süden des Gemeindegebiets räumlich abgesetzte Stierling wird statistisch als Rotte, alle anderen Ortsteile werden als Siedlungen gewertet. Dabei zeigt allein Zehmemoos eine eigene kleinräumige, örtliche Identität. Bürmoos Ort ist ein kleiner Bereich zwischen katholischer und evangelischer Kirche, Moorfeld ist der unbesiedelte Bereich des Bürmooser Moores, der zum Teil als Erholungsraum genutzt wird, und das ehemalige Industrieareal ist heute noch das Gewerbegebiet Ringofen. Die im Westen liegende Kellerwaldsiedlung grenzt an den namensgebenden Wald, der sich vom südlichen Stierlingwald fortsetzt.

### Nachbargemeinden
|                            |                                             |                  |
| Sankt Georgen bei Salzburg | Kompassrose, die auf Nachbargemeinden zeigt | Lamprechtshausen |
|                            |                                             |                  |

## Geschichte

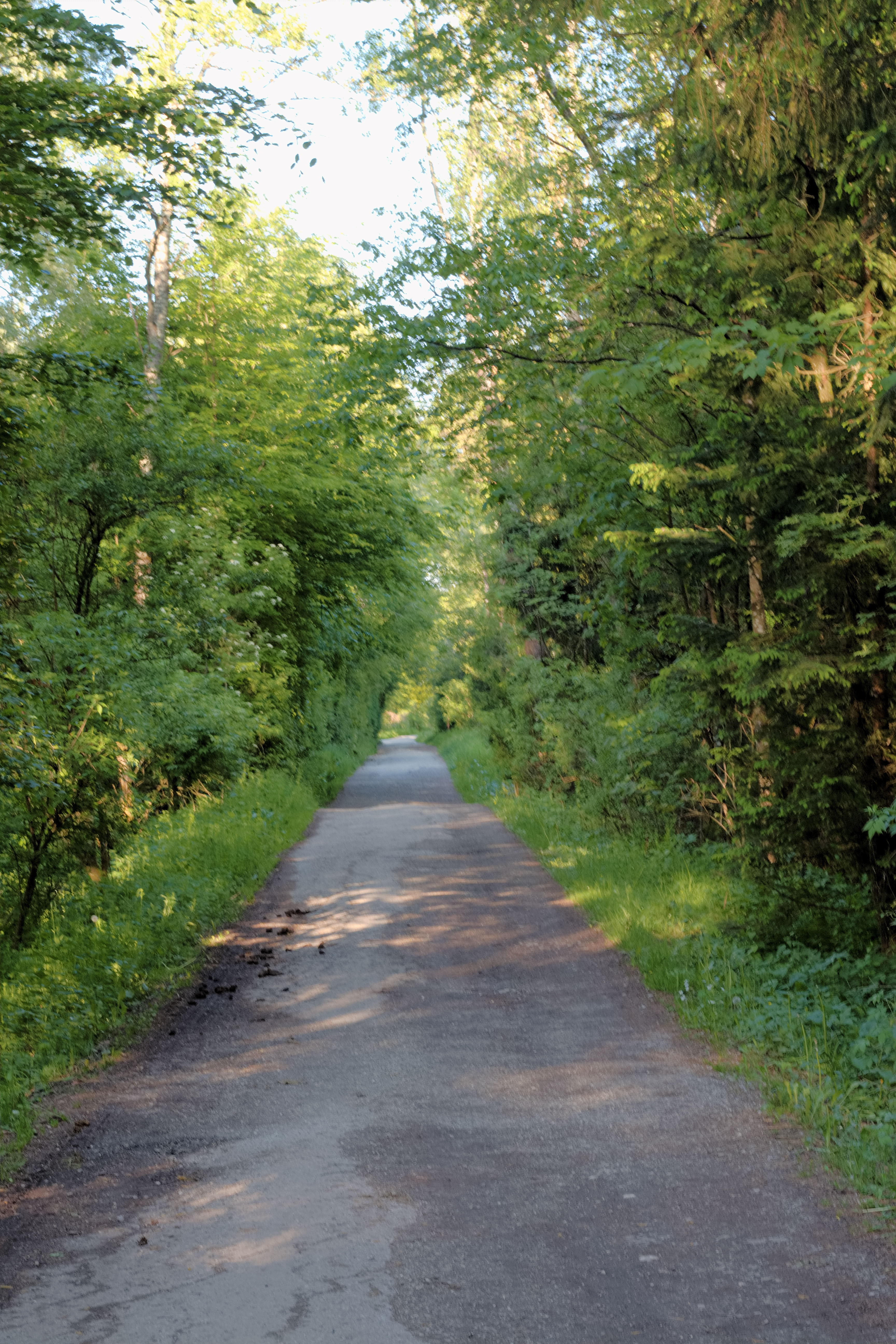
Die Grundlose Straße, der seinerzeit erste Weg durchs Moor

Das Gebiet des heutigen Bürmoos war bis zum Beginn des 19. Jahrhunderts praktisch unbesiedelt, in großen Teilen auch eine nicht begehbare, torfhaltige Moorlandschaft. Einzige Ausnahme war ein Knüppelweg zum jetzt nicht mehr vorhandenen Grundlosen See und weiter durch das Moor zum westlich gelegenen Laubschacher, einem Schotterhügel, den der eiszeitliche Gletscher übrig ließ. Im Grundlosen See wurden bereits in der zweiten Hälfte des 18. Jahrhunderts menschliche Überreste, später eine endständige Lappenaxt aus der Hallstatt-A-Periode sowie 1947 neun Bronzenadeln aus der Bronzezeit gefunden. Auch die frühgeschichtlichen Funde in den umgebenden Gemeinden St. Georgen (Ortschaften Eching und Vollern), Göming, Nußdorf und Michaelbeuern zeugen von der Besiedlung des Gebietes im nördlichen Flachgau und lassen den Schluss zu, dass das Moor begangen wurde.
Mit dem einsetzenden Torfabbau begann die Erschließung des Gebietes. Die dicke Lehmschicht unterhalb des Moores wurde ab etwa Mitte des 19. Jahrhunderts zur Ziegelproduktion verwendet. Im späten 19. Jahrhundert kam es aufgrund des billigen Brennstoffs zur Aufnahme einer bis 1929 betriebenen Glasproduktion durch den aus Böhmen stammenden Fabrikanten Ignaz Glaser. Mit ihm waren einige ebenfalls von dort stammende Familien nach Bürmoos gekommen.

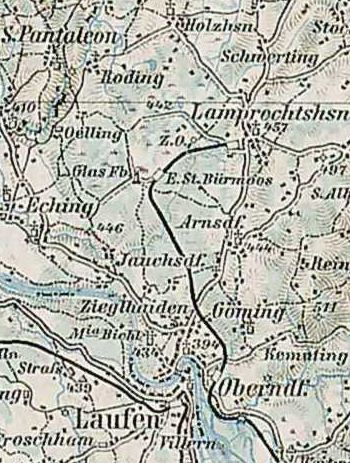
Aus der Francisko-Josephinischen Landesaufnahme

Um die Jahrhundertwende wurde Bürmoos noch nicht als eigene Ansiedlung geführt. So verzeichnet eine Landkarte von 1900 für das Gebiet der heutigen Gemeinde nur die Glasfabrik sowie einen Ziegelofen auf Höhe Zehmemoos und die Eisenbahnstation Bürmoos der noch neuen Bahnstrecke Salzburg–Lamprechtshausen.
Nach 1945 wurde Bürmoos der erste Anlaufort für zahlreiche Flüchtlinge aus Südosteuropa. Von den 1950er Jahren bis zur Jahrtausendwende konnte die Gemeinde einen großen wirtschaftlichen Aufschwung verzeichnen, der mit einer Verdreifachung der Einwohnerzahl verbunden war.
Die einzelnen Siedlungsgebiete der heutigen Gemeinde Bürmoos waren bis 1967 Teile von St. Georgen und Lamprechtshausen. Erst am 1. Juli 1967 wurde Bürmoos zu einer selbständigen Gemeinde ernannt und ist damit die jüngste des Landes Salzburg. Am 20. Oktober 1967 fand die konstituierende Sitzung der ersten gewählten Gemeindevertretung statt und Karl Zillner, der seit der Gemeindegründung als „Gemeindeverwalter“ fungierte, wurde einstimmig zum ersten Bürgermeister des Ortes gewählt. Das neu geschaffene Bürmoos zählte zu diesem Zeitpunkt 2.604 Einwohner.

### Namensgebung und Aussprache
Das Gebiet wird nach seiner landschaftlichen Beschaffenheit, dem Moor bzw. (als sprachliche Variante) nach dem „Moos“ benannt. Das Wort Bürmoos bezeichnete ursprünglich das hier existierende Moor selbst; die Benennung hat sich im Laufe der Entwicklung einer menschlichen Ansiedlung auf diese übertragen, und das Moorgebiet trägt heute die Bezeichnung Bürmooser Moor.
Der Wortteil Bür- im Ortsnamen leitet sich lt. sprachwissenschaftlicher Fachliteratur von Birke her. Die lautliche Entwicklung erfolgte dabei von Birkmoos zu Birchmoos, weiter zu Biermoos und letztlich zu Bürmoos. Die heutige Ortsgegend war demnach ein ursprünglich mit Birken durchwachsenes Moor und grenzte sich somit vom nördlich davon befindlichen Flurgebiet Weidmoos ab. In einem Heimatkundebuch wird die Ansicht vertreten, dass der Name Biermoos von den Beeren herkomme.
Eingesessene Bürger des Ortes sprechen den Namen der Gemeinde noch in der lautgeschichtlich früheren Form Biermoos, also mit langem i [ i: ] aus, wie es auch schriftlich in alten Landkarten verzeichnet ist; im Allgemeinen ist jedoch heute der Gebrauch von Bürmoos, also die Aussprache mit langem ü [ y: ], die Regel. Zu Beginn des 20. Jahrhunderts, als diese schon üblich war, empfand man aber die frühere Form mit i noch als die „richtigere“. Zur Zeit des lautlichen Wandels von [i:] zu [y:] war vereinzelt auch die Schreibung Bührmoos anzutreffen.
Aufgrund der Tatsache, dass die Bedeutung des vorderen Wortteiles Bür- nicht mehr klar ersichtlich ist, taucht – wie auch bei anderen Ortsnamen immer wieder anzutreffen – das Phänomen auf, dass bei der Aussprache des Namens die Betonung nicht mehr ausschließlich auf der ersten Silbe vorgenommen wird, sondern das Wort oft auch auf dem hinteren Wortteil -moos betont wird.

### Bevölkerungsentwicklung
Daten lt. Statistik Austria
- Die Bürmooser Bevölkerung besteht zu 48,9 % aus männlichen und 51,1 % aus weiblichen Bewohnern. Knapp ein Fünftel der Einwohnerschaft (19,1 %) ist unter 15 Jahre alt, etwas mehr als ein Achtel (13,0 %) ist 65 Jahre und älter.[12]

- Religionszugehörigkeit: Gut zwei Drittel der Einwohner (67,8 %) bekennen sich zum katholischen Glauben, 8,5 % zum evangelischen sowie 2,1 % zum Islam. Weiters erklären sich 12,5 % der Bewohner ohne religiöses Bekenntnis, zum jüdischen Glauben jedoch bekennt sich keine einzige Person.[12] In Bürmoos existiert für die römisch-katholische und für die evangelische Christengemeinde je eine Kirche, in Zehmemoos zusätzlich eine katholische Kapelle, in der auch Messen abgehalten werden. Zudem gibt es einen religiösen Treffpunkt der Freien Christengemeinde.

- Herkunft und Staatsangehörigkeit: Mit Stand von 2006 haben 92,7 % der Bevölkerung von Bürmoos die österreichische und 7,3 % eine andere Staatsbürgerschaft, jedoch 12,9 % der Bewohner sind nicht in Österreich geboren. Von all diesen aus dem Ausland stammenden Personen überwiegen die sogenannten EU-Ausländer bei weitem (54,6 %), gefolgt von Angehörigen aus dem ehemaligen Jugoslawien (30,6 %) sowie aus der Türkei (8,8 %).[12]

## Kultur und Sehenswürdigkeiten

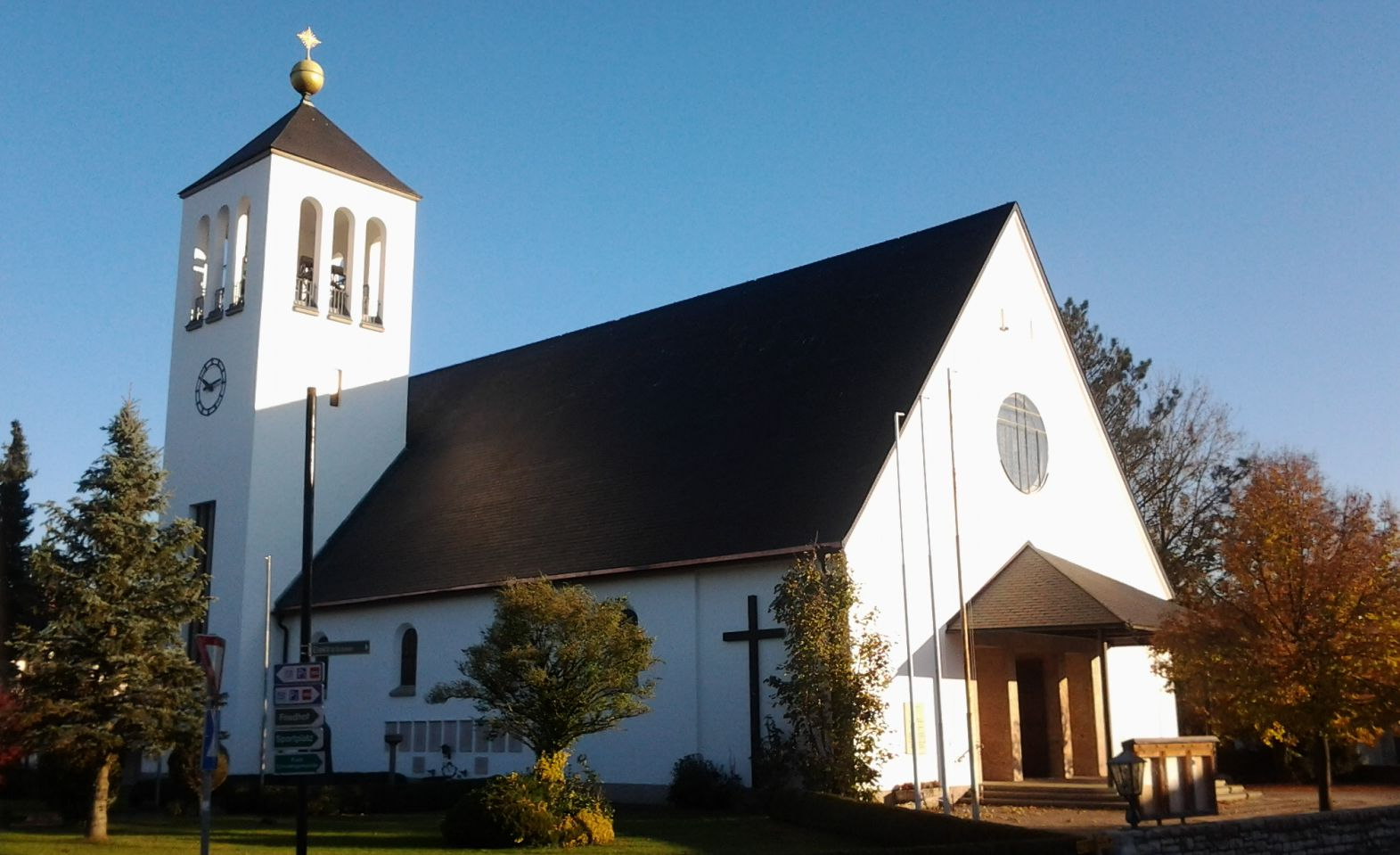
Katholische Pfarrkirche Bürmoos

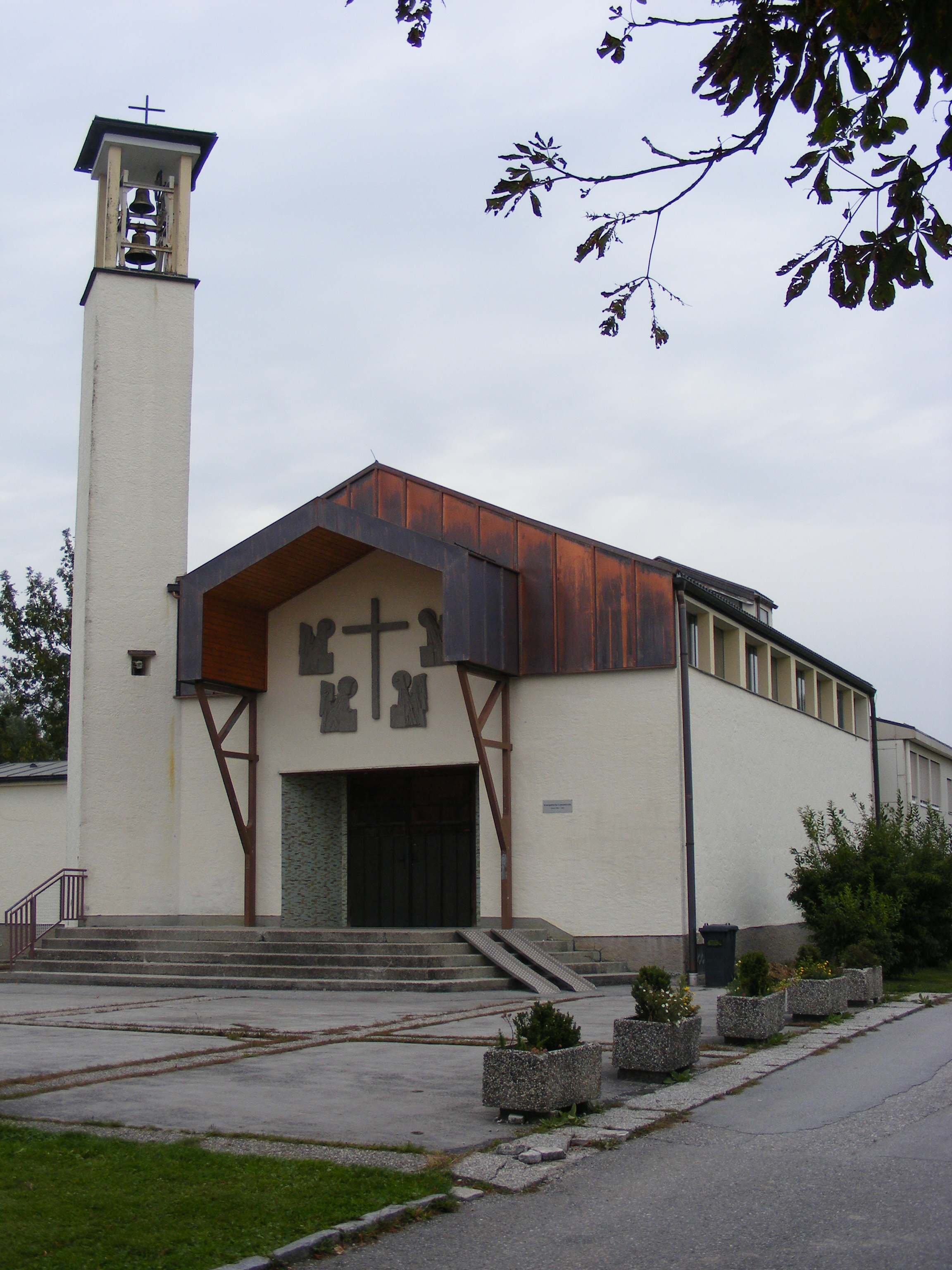
Evangelische Lukaskirche

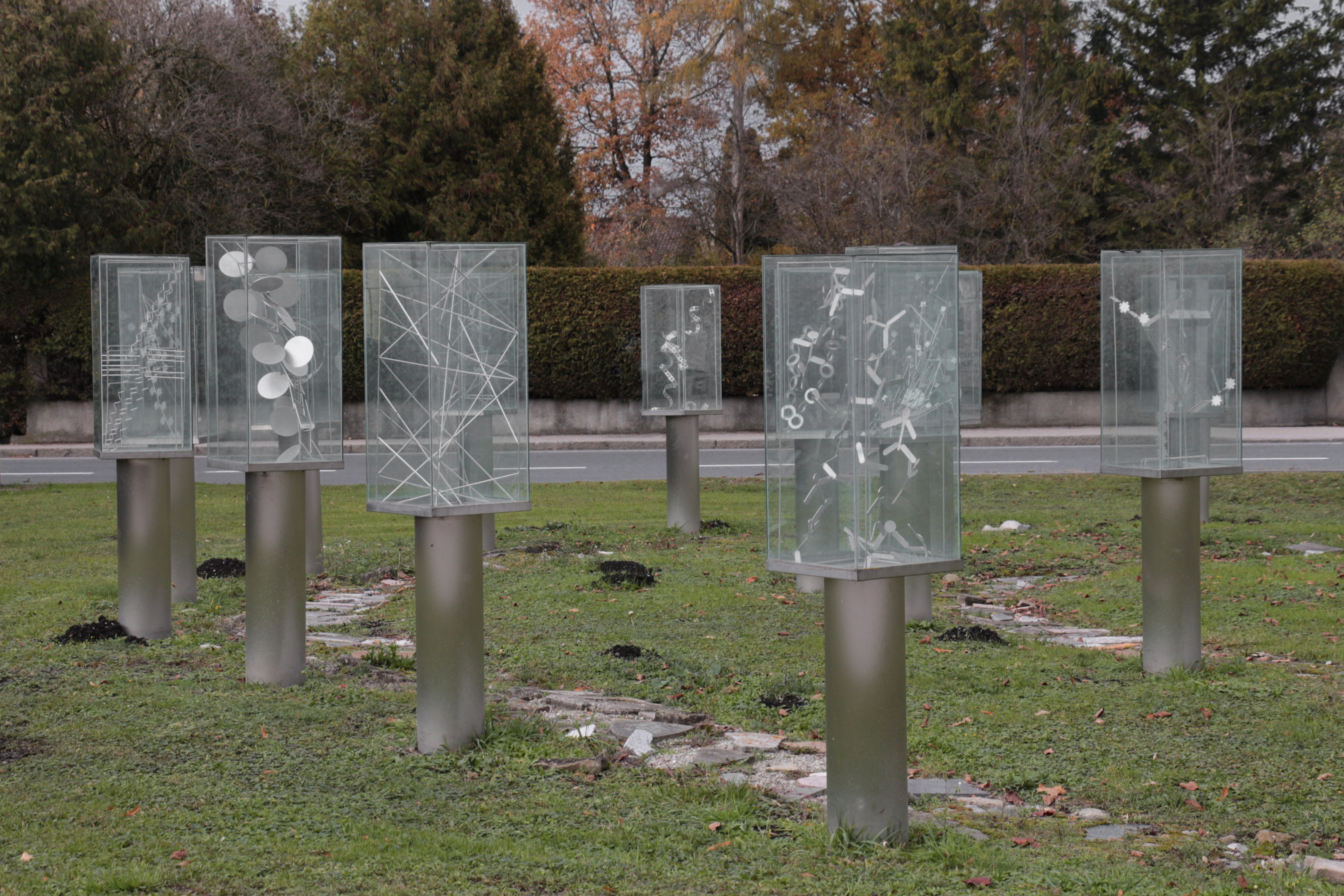
Teil des nicht mehr existenten Miele Skulpturenparks (2013)

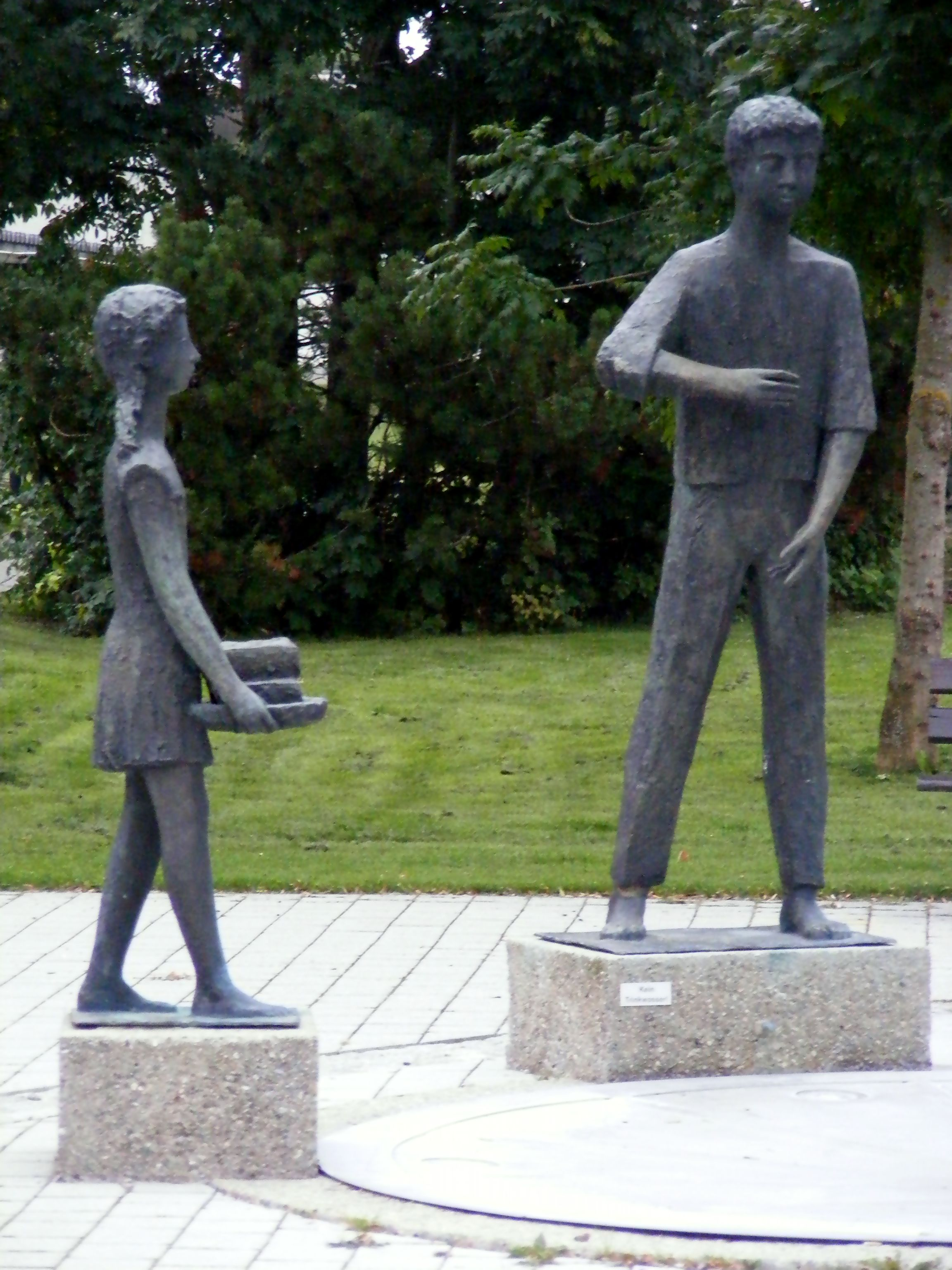
Torfträgerin und Glasbläser – Skulpturen in Gedenken an die Entstehungszeit des Ortes

Es gibt im Ort keine denkmalgeschützten Objekte.
Ein Heimatmuseum, das Torf-Glas-Ziegel-Museum, wurde am 26. Oktober 2013 eröffnet.
In Bürmoos ist das Salzburger Bildungswerk vertreten und organisiert Veranstaltungen aus den Bereichen Politik, lokale und regionale Geschichte sowie allgemeine Bildung, so unter anderem eine Zeitlang das Ignaz-Glaser-Symposion zu sozialpolitischen Themen.
Historische Kunstobjekte sind in Bürmoos in Hinblick auf seine kurze Geschichte nicht vorhanden; die an öffentlichen Plätzen zu sehenden Gegenstände sind bzw. waren vorwiegend neueren Datums:
- Bis 2010 existierte vor dem Gemeindeamt ein Brunnen des in Oberndorf bei Salzburg lebenden Künstlers Zoltan Pap. Er sollte an die Tradition von Dorfbrunnen als kommunikativer Treffpunkt der Bewohner anschließen.[14] Auf den nach dem Abbau der Brunnenskulptur stehen gebliebenen Grundkörper des Brunnens wurde im August 2014 ein neues Objekt der Bürmooserin Kathrin Demel aufgesetzt, das Bezugnahmen zur Gemeindegeschichte aufwies.[15]
- Hinter dem Gemeindeamt befand sich der am 28. Mai 2003[16] eröffnete Miele Skulpturenpark, der künstlerisch gestaltete Metallobjekte zeigte, die von Mitarbeitern des im Ort ansässigen Miele-Betriebs entworfen und hergestellt worden waren. Die Skulpturen wurden Ende September 2014 zugunsten eines Parkplatzes entfernt.[17]
- Vor der evangelischen Kirche stand bis 2018 ein vom Bildhauer Josef Zenzmaier 1969 geschaffenes Denkmal in Erinnerung an die Typhusepidemie in Bürmoos im Jahr 1945, bei der 16 Personen starben. Die Vorderseite zeigte Raben als Totenvögel, das Relief einer trauernden Frauengestalt sowie die Namen und das Alter der verstorbenen Personen.[18]
- Im Bereich der Schulen sind zwei Skulpturen aufgestellt, die ein Torf tragendes Mädchen und einen Glasbläser symbolisieren und an die Entstehungszeit des Ortes erinnern sollen. Da die Herstellung von Glas in Bürmoos schon lange der Vergangenheit angehört, agiert der Glasbläser bezeichnenderweise ohne einen Gegenstand in den Händen.

Im Naturraum der Gemeinde existiert ein vom Torferneuerungsverein Bürmoos angelegter und 1996 eröffneter Naturlehrpfad.

### Sport und Freizeit

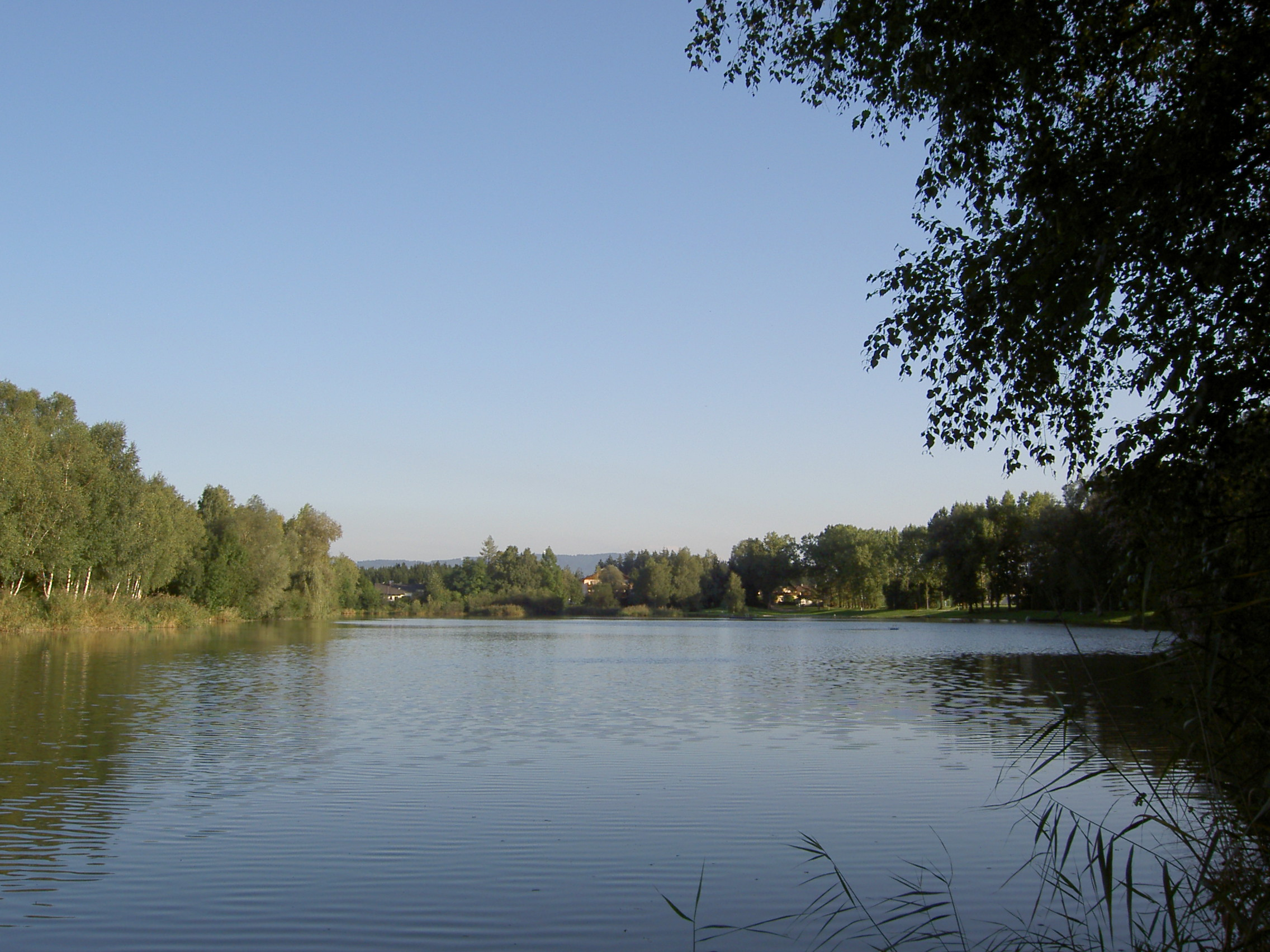
Der Bürmooser See

In Bürmoos existieren 14 Sportklubs und Freizeitvereine. Eine dominante Rolle spielt dabei der 1927 gegründete Sportverein SV Bürmoos; der ihm angehörende Fußballklub spielt derzeit in der Salzburger Liga.
Als Naherholungsraum dient der Bürmooser See, der sommers von Badegästen und winters von Eisläufern und Eisschützen genutzt wird. Der See wird auch als Fischgewässer genützt.

### Bürmooser Moor

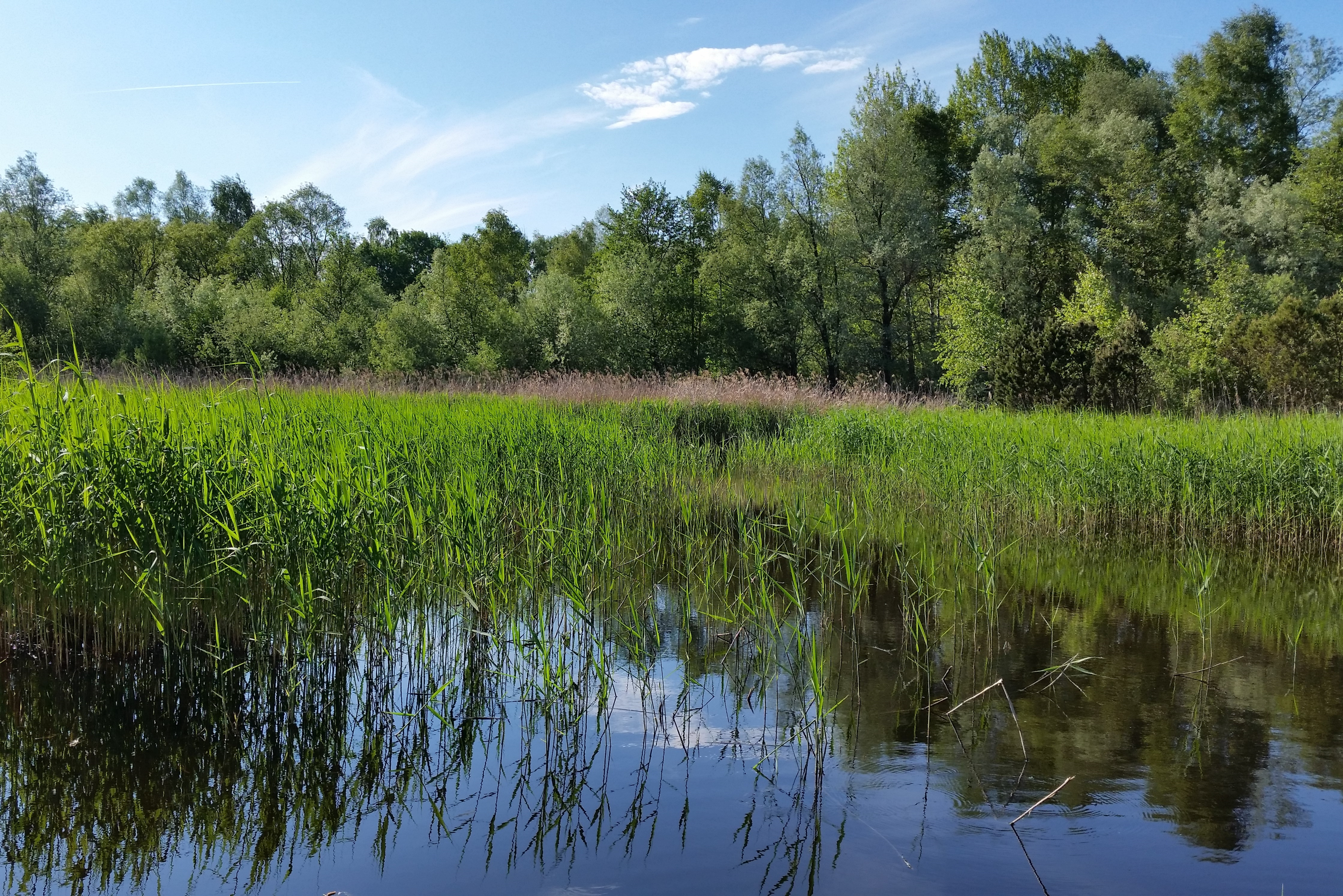
Im Bürmooser Moor im Mai

Das Bürmooser Moor befindet sich im Norden des Gemeindegebiets und ist Teil eines größeren Moorkomplexes. Ab den 1850er Jahren bis 2000 wurde darin Torf abgebaut. Mit der beginnenden Ausbeutung des Moorgebiets entstanden erste Ansiedlungen im Raum des heutigen Ortsteils Zehmemoos, was als Ursprung der Gemeinde gilt.
Mitte der 1980er Jahre begann die Renaturierung der abgetorften Flächen, womit sich der Torferneuerungsverein Bürmoos beschäftigt. Das Moor ist heute Naturschutzgebiet und Natura-2000-Vogelschutzgebiet.

## Wirtschaft und Infrastruktur
Zwischen 1991 und 2001 nahm die Anzahl der Arbeitsstätten um 71 %, die Anzahl der Beschäftigten um 61 % zu. Handel und Gewerbe dominieren die wirtschaftliche Struktur; rund 77 % der in Bürmoos Beschäftigten arbeiteten 2001 in diesem Sektor.

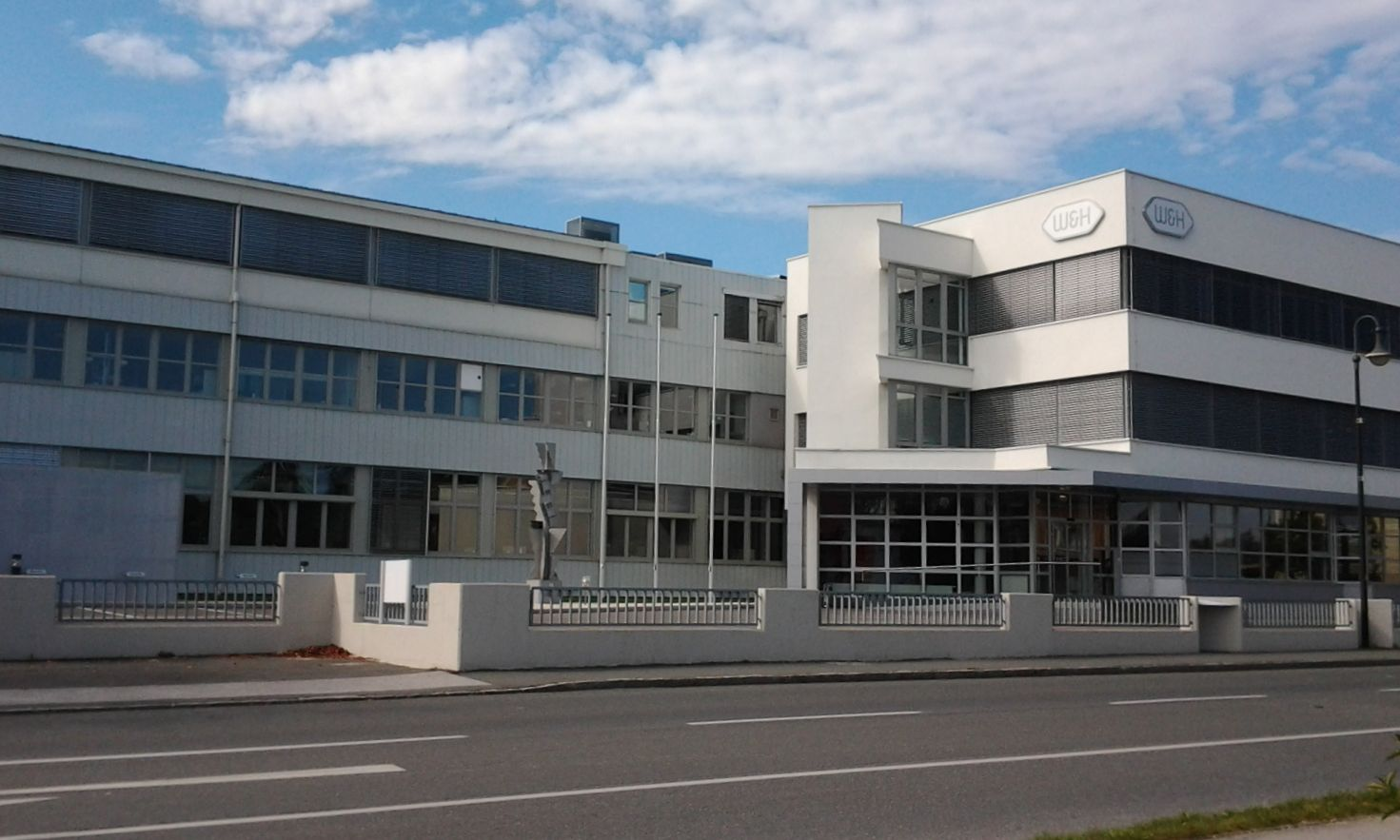
W&H Dentalwerk – Werk I

Neben dem Handel, Kleingewerbe, Handwerk und leichtindustriellen Unternehmen mit vorwiegend lokaler Bedeutung sind auch zwei bedeutende Betriebe in Bürmoos angesiedelt: W&H Dentalwerk, einer der weltweit führenden Erzeuger von Präzisionsgeräten für Zahnmedizin und Mikrochirurgie und ein Zweigwerk der Firma Miele.
Die Gemeinde Bürmoos wurde eine Zeitlang von der „Seenland Tourismus GmbH“, einer dem Regionalverband „Salzburger Seenland“ zugehörigen Gesellschaft zur Förderung des Tourismus im nördlichen Flachgau, als Mitglied des „Salzburger Seenlands“ gezählt.

### Verkehr

#### Öffentlicher Verkehr

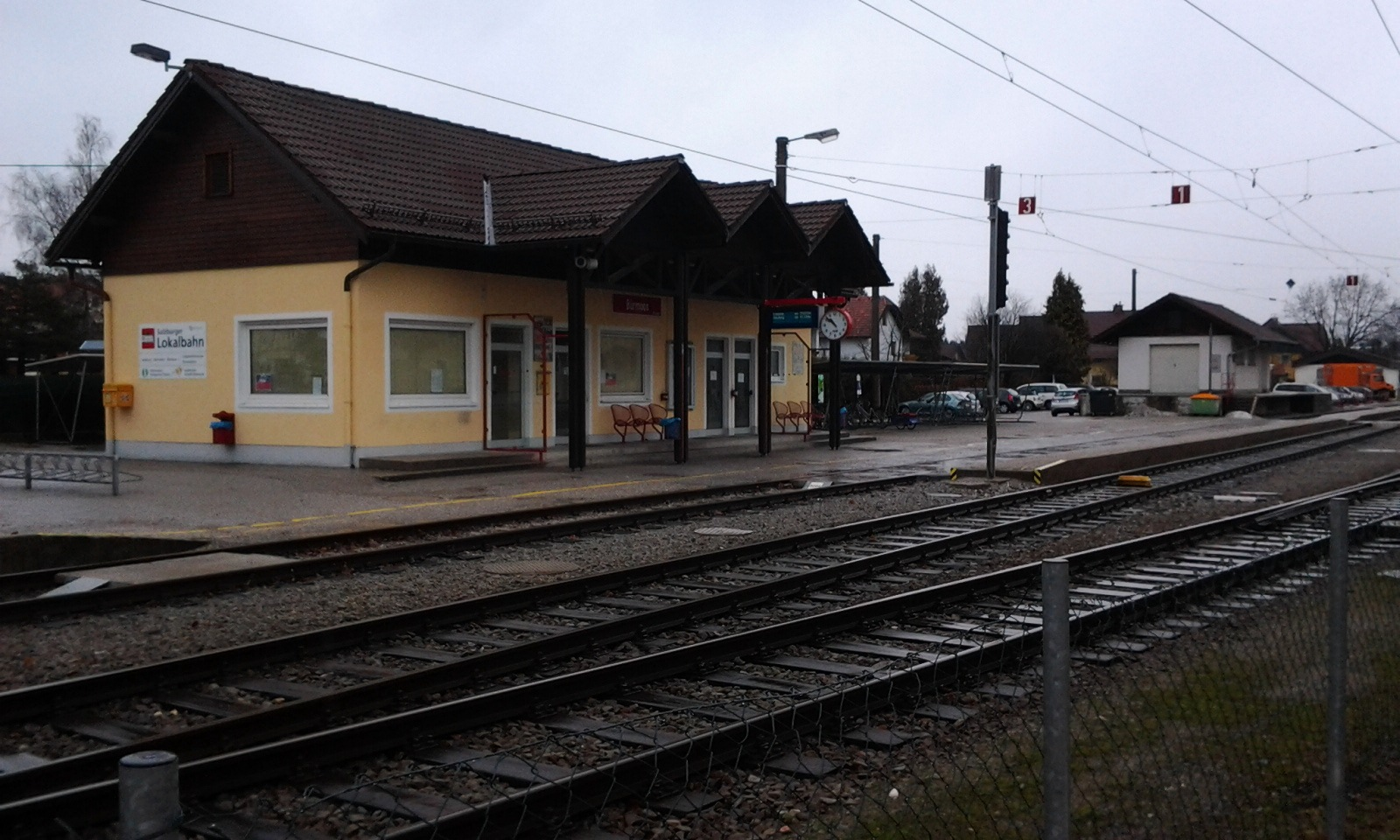
Bahnhof von Bürmoos

Bürmoos ist durch die Linie S1 Salzburg–Lamprechtshausen der S-Bahn Salzburg erschlossen und wird halbstündlich, zeitweise viertelstündlich angefahren. Außerdem zweigt am Bahnhof Bürmoos die S11 ins oberösterreichische Ostermiething ab. Beide Strecken wurden ursprünglich als Gütertransportwege errichtet (Bahnstrecke Salzburg–Lamprechtshausen erster Abschnitt eröffnet 1896, Bahnstrecke Bürmoos–Trimmelkam eröffnet 1951) und werden heute von der Salzburg AG betrieben. Im Gemeindegebiet befindet sich neben dem Bahnhof Bürmoos noch in Richtung Lamprechtshausen die Haltestelle Zehmemoos. Die Haltestelle Eching der S11 liegt an der Gemeindegrenze zu Sankt Georgen bei Salzburg, aber ebenfalls noch auf Bürmooser Gebiet.

#### Individualverkehr
Durch Bürmoos führt die 5,6 km lange L 115 / Bürmooser Landesstraße, welche die beiden Nachbargemeinden Lamprechtshausen und St. Georgen verbindet. Sie zweigt in Lamprechtshausen von der Lamprechtshausener Straße (B 156) ab, durchquert in nordöstlich-südwestlicher Richtung das Bürmooser Gemeindegebiet und mündet bei der zu St. Georgen gehörenden Ortschaft Obereching in die L 205, die St. Georgener Landesstraße.

#### Straßennamen
Am 28. April 1975, wurde im Bürmooser Gemeinderat der Entschluss gefasst, Straßen und Wege zu benennen. Bis dahin wurde die Zuordnung der Hausnummern nach der zeitlichen Vergabe der Baugenehmigungen vorgenommen (Konskriptionsnummern). Nunmehr sind die Straßen und Gassen Richtung Moor nach Tieren und Pflanzen benannt und im Ortszentrum finden sich Plätze und Verkehrswege mit Namen der Gründerväter, so etwa

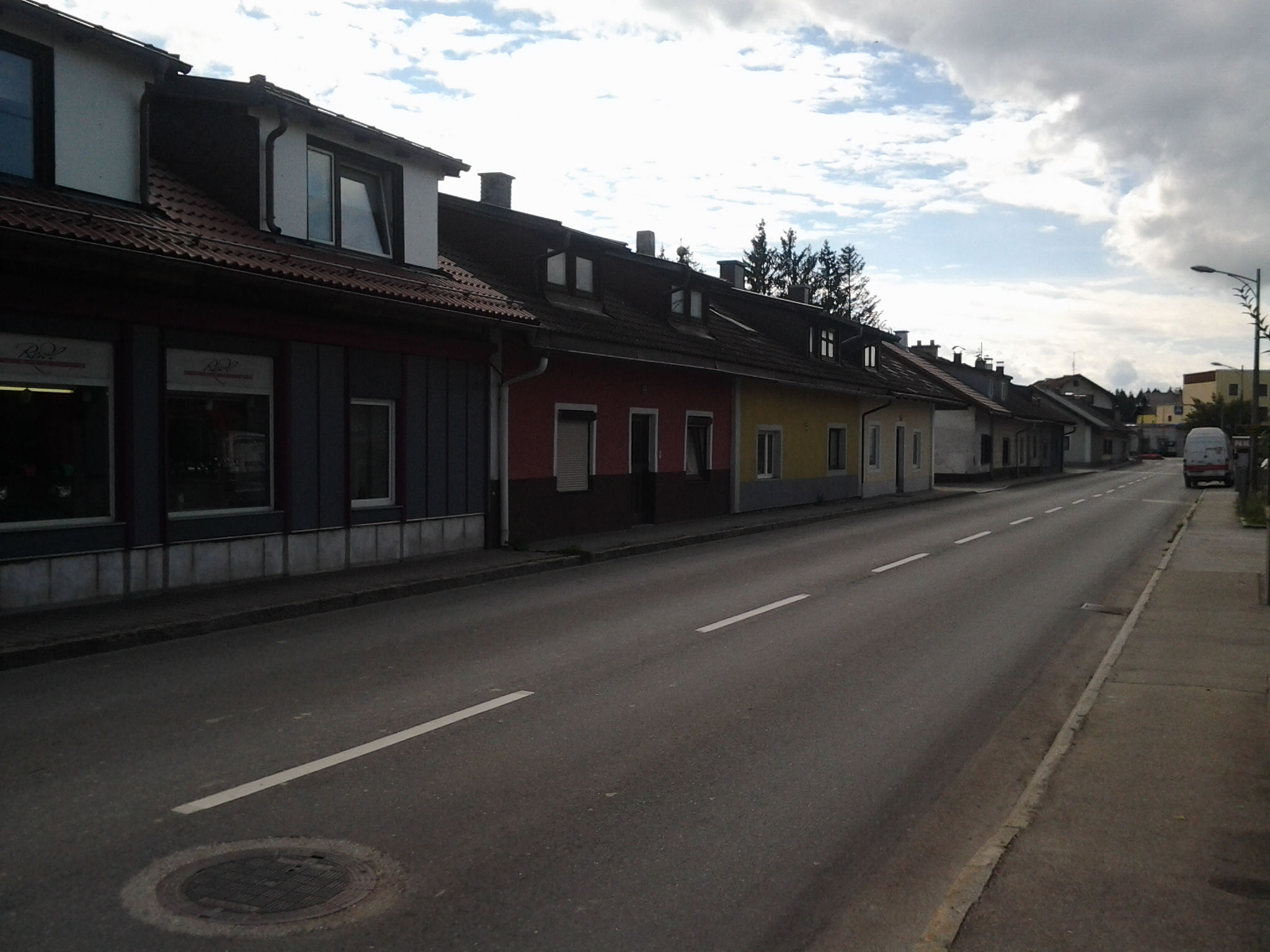
L 115 als Hauptstraße (Ignaz-Glaser-Straße) in Bürmoos

- Antony-Seywald-Gasse (benannt nach einem Lehrer, der lange Zeit in Bürmoos arbeitete; Ehrenbürger der Gemeinde Lamprechtshausen vor der Gemeindegründung von Bürmoos)
- Georg-Rendl-Weg (benannt nach dem Schriftsteller Georg Rendl, der einige Jahre in Bürmoos lebte und seine Eindrücke in der Romantrilogie „Die Glasbläser von Bürmoos“ verarbeitete)
- Ignaz-Glaser-Straße (benannt nach dem Industriellen Ignaz Glaser, dem faktisch der Aufbau dieses Ortes zu verdanken ist)
- Karl-Zillner-Platz (benannt nach Karl Zillner, dem ersten Bürgermeister von Bürmoos)
- Pater-Felix-Platz (benannt nach dem Pfarrer in Bürmoos, unter dem die katholische Kirche gebaut und Bürmoos zur Pfarre erhoben wurde)

### Öffentliche Einrichtungen
In Bürmoos gibt es eine Volksschule und eine Hauptschule. Die Hauptschule nimmt seit dem Schuljahr 2009/2010 am Schulversuch „Neue Mittelschule“ teil. Im Schulgebäude ist eine Bibliothek eingerichtet, die auch der Öffentlichkeit als Leihbibliothek zur Verfügung steht.

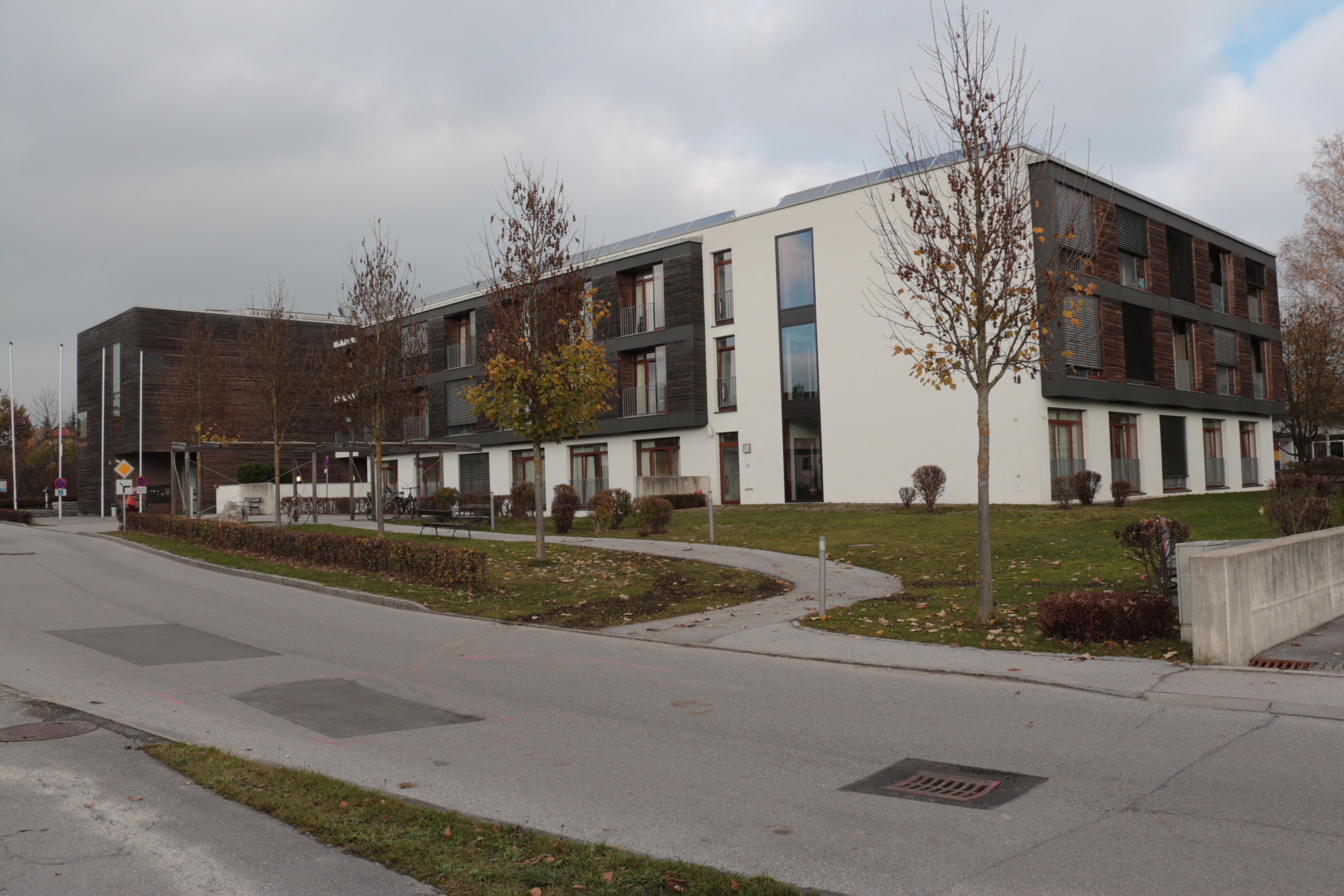
Seniorenwohnhaus Bürmoos

Weitere öffentliche soziale Einrichtungen sind der Schülerhort „Kids Club Bürmoos“, ein Jugendzentrum und ein Seniorenheim.
Neben den politischen und konfessionellen Gruppen gibt es in Bürmoos derzeit weitere zwölf Vereine und Gruppierungen mit sozialen Aufgaben und Zielsetzungen (Rotes Kreuz, Freiwillige Feuerwehr, Behindertenintegration etc.).

## Politik

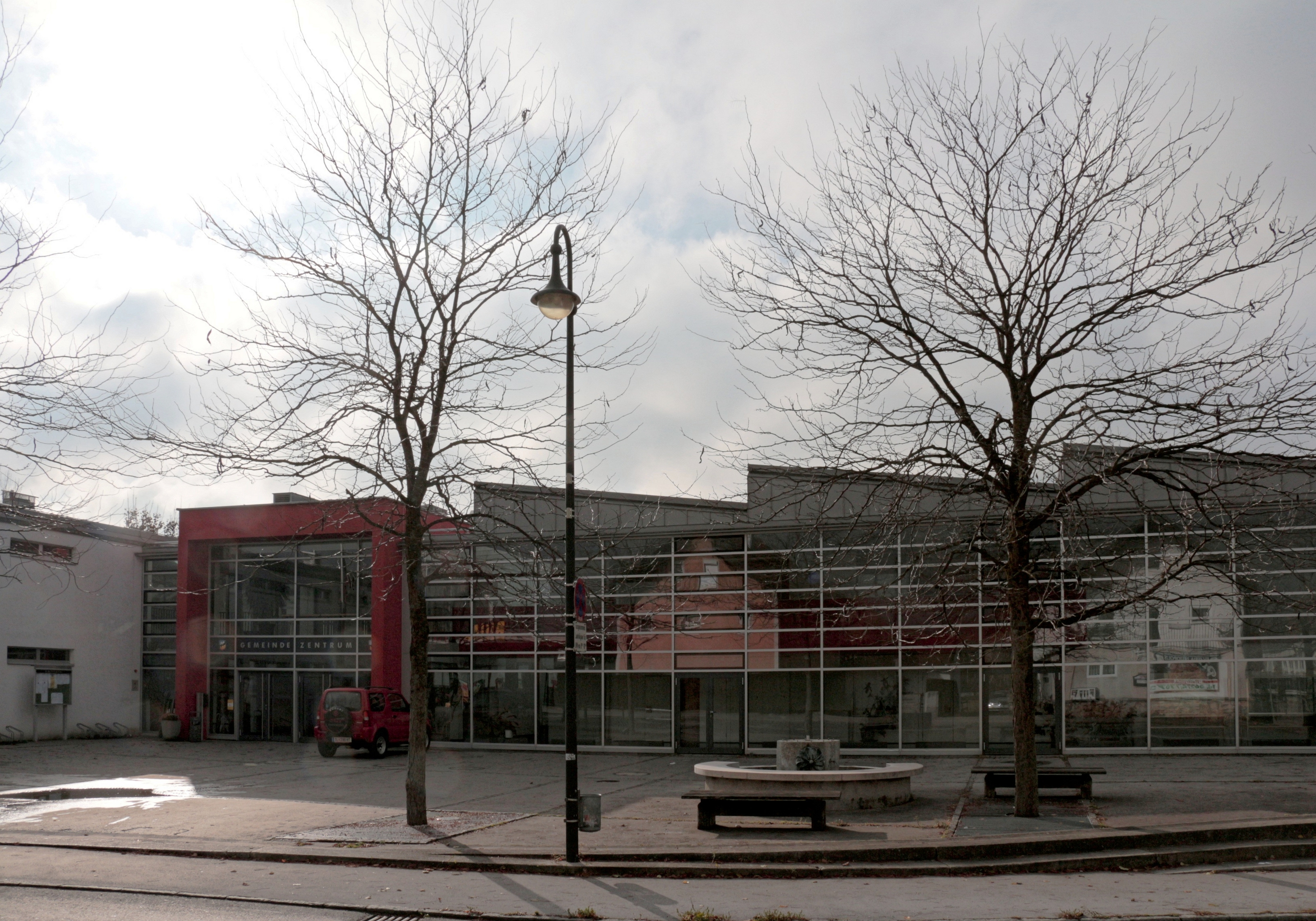
Gemeindeamt von Bürmoos und Mehrzweckhalle

### Gemeinderat
| Gemeinderatswahl 2024Wahlbeteiligung: 60,0 % 80706050403020100 71,4 % (−0,2 %p)14,5 % (−0,1 %p)14,0 % (+0,3 %p) SPÖÖVPFPÖ20192024 |

Die Gemeindevertretung hat insgesamt 25 Mitglieder.
- Mit den Gemeindevertretungs- und Bürgermeisterwahlen in Salzburg 2004 hatte die Gemeindevertretung folgende Verteilung: 10 Liste Bürmoos Seeleithner, 7 SPÖ, 2 ÖVP und 2 Wir für Bürmoos.
- Mit den Gemeindevertretungs- und Bürgermeisterwahlen in Salzburg 2009 hatte die Gemeindevertretung folgende Verteilung: 11 SPÖ, 7 Liste Bürmoos Seeleithner, 1 ÖVP, 1 FPÖ und 1 Wir für Bürmoos Grüne.[24]
- Mit den Gemeindevertretungs- und Bürgermeisterwahlen in Salzburg 2014 hatte die Gemeindevertretung folgende Verteilung: 14 SPÖ, 3 FPÖ, 2 ÖVP und 2 Grüne.[25]
- Mit den Gemeindevertretungs- und Bürgermeisterwahlen in Salzburg 2019 hatte die Gemeindevertretung folgende Verteilung: 15 SPÖ, 3 ÖVP und 3 FPÖ.[26]
- Mit den Gemeindevertretungs- und Bürgermeisterwahlen in Salzburg 2024 hatte die Gemeindevertretung folgende Verteilung: 19 SPÖ, 3 ÖVP und 3 FPÖ.[27]

### Bürgermeister
- 1967–1983: Karl Zillner (1926–1983) (SPÖ)
- 1983–1988: Franz Roschanek (1922–1993) (SPÖ)
- 1988–2009: Martin Seeleithner (* 1948) (SPÖ, LBS)
- 2009–2018: Peter Eder (* 1969) (SPÖ)
- 2018–2023: Friedrich Kralik (SPÖ)
- seit 2023: Cornelia Ecker (SPÖ)

### Politisches Spektrum
Mit der Ansiedlung von Arbeitern im 19. Jahrhundert und der bis heute industriell, kleingewerblich und handwerklich dominierten Wirtschaft ist der Ort traditionell sehr stark sozialdemokratisch orientiert und somit gemeindepolitisch von der SPÖ beherrscht, während die angrenzenden Gemeinden ländlich strukturiert sind und von der ÖVP dominiert werden. Diese spielt im Bürmooser Gemeinderat hingegen – gleich wie andere politische Parteien – eine nur geringe Rolle.
Differenzen innerhalb der Ortsorganisation der SPÖ führten dazu, dass sich im Herbst 2003 der damalige Bürgermeister Martin Seeleithner mit einer eigenen Liste LBS (Liste Bürmoos Seeleithner) von der Partei abspaltete. Grund dafür war die Entscheidung der SPÖ, als Bürgermeisterkandidaten nicht mehr Seeleithner, sondern den jungen Peter Eder aufzustellen. Bei den Gemeinderatswahlen 2004 konnte Seeleithner mit dieser weiterhin die stimmenstärkste Fraktion stellen, und die LBS war von 2009 bis 2014 weiterhin stark im Gemeinderat vertreten. Bei den Wahlen 2014 trat die Liste nicht mehr an.
Obwohl es von Beginn an im Gemeinderat eine Vertretung der ÖVP gibt, wurde eine Ortsorganisation dieser Partei erst 1983 gegründet, die sich aus Wirtschaftstreibenden und dem in Bürmoos nun eher gering vertretenen bäuerlichen Milieu rekrutierte. Doch diesen Vertretern war eine Änderung der Salzburger Gemeindeordnung zu verdanken, nach der kleine Fraktionen in der Gemeindevertretung mehr demokratisches Gewicht erhielten.
Die FPÖ trat in Bürmoos erstmals 1979 zur Gemeinderatswahl an, konnte aber erst zehn Jahre später ein erstes Mandat erreichen. Im Jahr 1994 trat die Partei unter der Bezeichnung F zu den Wahlen an. Dieses Kürzel stand für Die Freiheitlichen und wurde erst ab Jänner 1995 für die gesamte FPÖ bundesweit eine gewisse Zeitlang angewendet. Es handelte sich um eine Imagestrategie, mit einer Umbenennung der Partei und einer Kurzformel für ihren Namen diese als moderner und jugendlicher erscheinen zu lassen. Dieses Vorgehen konnte jedoch keinen Stimmenzuwachs bewirken. Der Anteil der FPÖ liegt in Bürmoos heute bei 3 Mandaten.
Die aus der Grünbewegung hervorgegangenen Gemeinderatskandidaten traten 1984 erstmals unter der Bezeichnung GABL bei den Gemeinderatswahlen an. Die Kandidatur 1989 lief unter der Bezeichnung Grüne Bürmooser Liste. Nach dieser Wahl zogen die Grünen erstmals mit 2 Vertretern in den Gemeinderat ein. Ab den Wahlen 1994 nannte sich die Gruppierung WIR für Bürmoos. 1994 stellte sie bei den ersten Bürgermeister-Direktwahlen mit Peter Haibach den einzigen Gegenkandidaten zu dem damals amtierenden SPÖ-Chef Martin Seeleithner. 2008 wurde ein offizieller Zusammenschluss der WIR mit den Grünen bekannt, 2014 trat die Gruppierung dann erstmals auch unter der Bezeichnung Grüne zu den Wahlen an.
Die KPÖ gründete in den 1930er Jahren in Bürmoos eine Ortsgruppe. Sie trat ab dem Gründungsjahr der Gemeinde (mit Ausnahme von 1979) bis 1989 bei den Gemeinderatswahlen an, konnte jedoch nie ein Mandat erzielen. Nach dem letztmaligen Antreten löste sich die Ortsorganisation aufgrund von Überalterung auf.

### Landtagswahlen
Bei den Landtagswahlen 2004 und 2009 war in Bürmoos ein Wahlverhalten zu verzeichnen, das die örtlichen politischen Präferenzen widerspiegelt. Die SPÖ wurde in Bürmoos für den Salzburger Landtag etwa eineinhalb Mal so oft gewählt als im landesweiten Durchschnitt, und die ÖVP konnte im Jahr 2004 nur gut die Hälfte und 2009 gar nur etwas mehr als ein Drittel der Stimmen gegenüber dem Landesdurchschnitt für sich gewinnen. Die Stimmenanteile für die anderen Parteien entsprachen etwa dem Landesmittel.
Auch bei der Landtagswahl 2013 behielt die SPÖ trotz großer Stimmenverluste gegenüber 2009 (−18,4 %) mit 43,3 % weiterhin die Mehrheit. Der Anteil der ÖVP nahm weiter ab (−4 %), sie erhielt 9,3 % der Stimmen. Die Stimmenverteilung der restlichen Parteien entsprach wiederum etwa dem Landesdurchschnitt. Von den abgegebenen Stimmen waren 4,5 % ungültig, womit sich die Gemeinde landesweit noch im oberen Drittel befand. Die Wahlbeteiligung betrug 69,0 % und war damit eine der geringsten im gesamten Bundesland.
Bei der Nationalratswahl 2008 war hinsichtlich der traditionellen Parteien SPÖ, ÖVP und FPÖ ein sehr ähnliches Wahlverhalten zu verzeichnen wie bei den Landtagswahlen 2013: Gegenüber der LTW 2013 erhielt die SPÖ −0,3 %, die ÖVP −0,5 % und die FPÖ −2,4 % Stimmenanteil.
Bei der Volksbefragung 2013 zum Thema Wehrpflicht beim Bundesheer war Bürmoos die einzige Gemeinde im Land Salzburg, in der die Position der SPÖ eine Mehrheit fand (51,2 %).

### Wappen

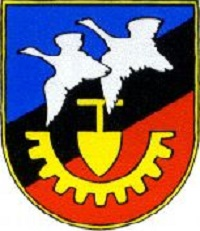
Wappen von Bürmoos

Acht Jahre nach Gründung der Gemeinde wurde im Bürmooser Gemeinderat 1975 der Wunsch nach einem Gemeindewappen laut. In der Folge wurde der Bürmooser Josef Buchsteiner beauftragt, Entwürfe anzufertigen. Bei seiner Suche nach Symbolen, die das Wesen des Ortes ausmachten, entschied sich Buchsteiner für das Kammrad (Industrie), den Torfbreitstecher (Moor), einen Arbeiter (Menschen) und für Hausgänse, die das Ortsbild des frühen Bürmoos beherrschten.
Bis zum 12. Jänner 1976 fertigte Josef Buchsteiner 35 verschiedene Wappenentwürfe mit diesen Symbolen und den Farben Rot, Schwarz und Blau an. Die Gemeindevertretung nahm daraus fünf in die engere Wahl und Bürgermeister Karl Zillner legte diese der zuständigen Stelle der Salzburger Landesregierung vor, wo sie mit einigem Unwillen entgegengenommen wurden. Kritik wurde insofern geübt, als die Wappengestaltung in bestimmten Punkten nicht den heraldischen Ansprüchen genüge, so etwa die Darstellung der Vögel. Später von Zillner vorgebrachte Belege, dass in anderen österreichischen Gemeinden wohl Wappen mit den bemängelnden Punkten existierten, blieben unbeachtet. Vorschläge seitens der Landesregierung zu Abänderungen wurden im Bürmooser Gemeinderat abgelehnt. Nach längeren Diskussionen sprach die Behörde Bürmoos das Wappen am 31. Oktober 1979 zu, nachdem Bürgermeister Zillner in seiner weiteren Funktion als Landtagsabgeordneter im Salzburger Landtag Unterstützung erbeten hatte.
Die Blasonierung des Wappens lautet: „Der Schild durch einen erniedrigten schwarzen Schräglinksbalken von Blau und Rot geteilt, darin oben in Umrißlinien nebeneinander zwei rechtsfliegende silberne Vögel (idealisiert dargestellte Hausgänse) und darunter ein goldener Torfbreitstecher, eingestellt in die untere Hälfte eines goldenen Kammrades.“

## Persönlichkeiten

### Ehrenbürger
- Erich Hermann, Sprengelarzt
- Friedrich Lepperdinger, Historiker
- Peter Malata, Unternehmer

### Söhne und Töchter der Gemeinde
- Heribert Ortmeier (* 1929), Ehrenmitglied des Salzburger Fußballverbands, Gründungsmitglied des Roten Kreuzes – Zug Bürmoos
- Marcus Hasenauer (* 1994), Pianist
- Marco Oberst (* 1996), Fußballspieler

### Personen mit Bezug zur Gemeinde
- Michael Burgholzer (* 1963), Autor, lebt in Bürmoos
- Peter Eder (* 1969), Bürgermeister von Bürmoos
- Ignaz Glaser (1853–1916), Unternehmer, betrieb eine für die Entstehung der Gemeinde bedeutende Glasmanufaktur in Bürmoos
- Georg Rendl (1903–1972), Dichter, Maler und Schriftsteller, lebte einige Jahre in Bürmoos
- Georg Rohrecker (1947–2009), Historiker, lebte ab 1993 in Bürmoos
- Martin Seeleithner (* 1948), Bürgermeister, Träger des Goldenen Verdienstzeichens der Republik Österreich für die Verdienste um die Gemeinde Bürmoos
- Karl Zillner (1926–1983), Zweiter Präsident des Salzburger Landtags und Bürgermeister von Bürmoos